# Солёное (озеро, Одесская область)
Солёное или Базарьян (укр. Солоне) — озеро, расположенное на юге Белгород-Днестровского района (Одесская область); залив озера Бурнас. Тип общей минерализации — солёное. Происхождение — лиманное. Группа гидрологического режима — сточное.

## География
Солёное входит в группу озёр Тузловские лиманы. Длина — около 2,0 км. Ширина средняя — 1,4 км, наибольшая — 2,4 км. Высота над уровнем моря: −0.4 м. Ближайший населённый пункт — село Базарьянка и Ясногородна, расположенные восточнее озера.
Озеро Солёное расположено вдали от Чёрного моря. Озёрная котловина водоёма неправильной удлинённой формы, вытянутая с севера на юг, к северу сужается. Разделено на северную и южную часть искусственно закрепленным перешейком (дорогой Т-16-10) — в северной части в сухой сезон уровень воды сильно падает и превращается в солончаковое поле. Берега обрывистые с и без пляжей, высотой 2-4 м. На севере при впадении реки Алкалия расположены солончаки. От озера Бурнас Солёное отделено искусственно закрепленным перешейком (дорогой Т-16-10), но сообщаются путём фарватера.
Для озеро характерно частичное пересыхание и засоление, вследствие падения уровня воды. Дно покрыто грязями (чёрным илом), местами — песком с ракушей.

## Хозяйственное значения
Входит в состав национального природного парка Тузловские лиманы, созданного 1 января 2010 года с общей площадью 27 865 га. Грязи могут использоваться в лечебных целях.